# Fusidomus arcus
Fusidomus arcus är en svampart som beskrevs av Grove 1929. Fusidomus arcus ingår i släktet Fusidomus och familjen Nectriaceae.   Inga underarter finns listade i Catalogue of Life.